# 379 Dywizja Piechoty (III Rzesza)
379 Dywizja Piechoty (niem. 379. Infanterie-Division) – niemiecka dywizja z czasów II wojny światowej, sformowana w rejonie Lublina na mocy rozkazu z 15 marca 1940 w 9. fali mobilizacyjnej przez IX Okręg Wojskowy.

## Struktura organizacyjna
- Struktura organizacyjna w marcu 1940 roku:

653., 654. i 655. pułk piechoty, 379. bateria artylerii, 379. szwadron rowerzystów, 379. oddział łączności;

## Dowódcy dywizji
- Generalmajor Ludwig Müller 10 III 1940 – 28 V 1940;
- Generalleutnant Wilhelm von Altrock 28 V 1940 – 1 VIII 1940;

## Szlak bojowy
Dywizja pełniła służbę okupacyjną w rejonie Lublina. Pod koniec lipca 1940 roku została zluzowana i przetransporowana do Niemiec. Po zakończeniu kampanii na zachodzie, rozwiązana rozkazem z dnia 15 sierpnia 1940 roku.